# Puig de la Bandera
|  | No s'ha de confondre amb Turó de la Bandera. |

El Puig de la Bandera és una muntanya de 162 metres al municipi de Palafrugell, a la comarca catalana del Baix Empordà.